# Droga do Białego Domu
Droga do Białego Domu – amerykański dramat z 1999 roku na podstawie niezrealizowanego scenariusza Orsona Wellesa i Oji Kodar.

## Główne role
- William Hurt - William Blake Pellarin
- Nigel Hawthorne - Kim Mennaker
- Miranda Richardson - Dinah Pellarin
- Irène Jacob - Cela Brandini
- Ewan Stewart - Kinzel
- Gregg Henry - Billy
- Ron Livingston - Sheldon Buckle

## Nagrody i nominacje
Złote Globy 1999
- Najlepsza aktorka drugoplanowa w serialu, miniserialu lub filmie tv - Miranda Richardson (nominacja)